# یاکوپو سگره
یاکوپو سگره (انگلیسی: Jacopo Segre؛ زادهٔ ۱۷ فوریهٔ ۱۹۹۷) بازیکن فوتبال اهل ایتالیا است.
از باشگاه‌هایی که در آن بازی کرده‌است می‌توان به باشگاه فوتبال پیاچنزا اشاره کرد.